# Armand Lemal
Armand Elmaleh ou Lemal, connu sous le nom de Jauk, le gnaoui blanc, Jauk Armal ou Jauk Elmaleh (né Amram Elmaleh le 10 juin 1944 à Casablanca) est un artiste et enseignant franco-marocain.

## Biographie

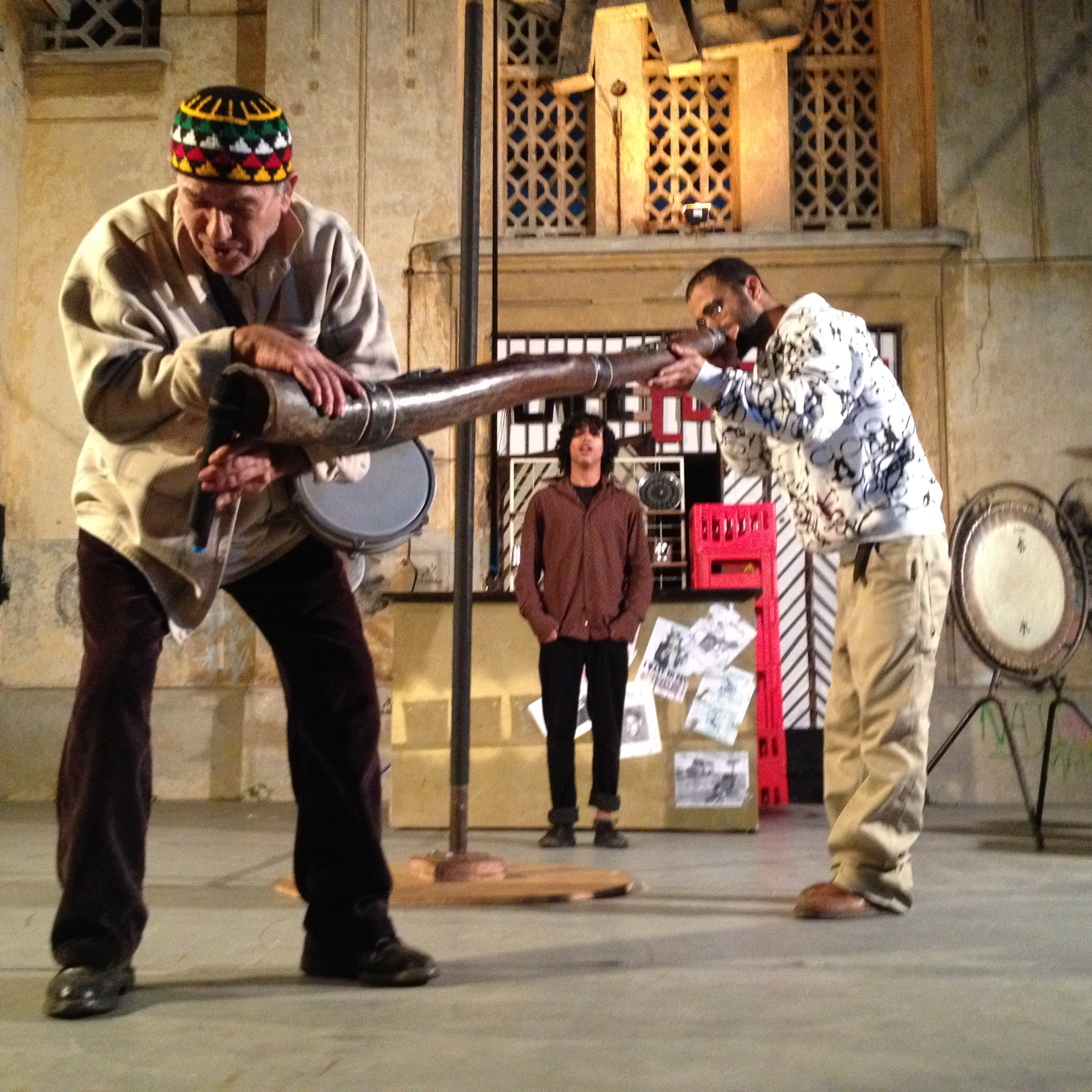
Jauk Armand Lemal aux Abattoirs de Casablanca

Né sous le nom de Amram Elmaleh, il est renommé Armand Lemal par son père français, Émile Poissonnier. Jauk Armal dit Jauk sera son nom de scène très tôt dans sa carrière, (« Jauk » emprunté au berbère signifie orchestre, compagnie, clan, groupe ; « armal » incarne la musique libre sans tabou, ni frontière). Auteur, compositeur et interprète il débute dans le jazz et la fusion à dix-huit ans en 1962. Sa carrière fait donc de lui le père incontesté de la fusion et de la world music avant ces dénominations.
Il est élevé dans la culture judéo-berbère, musulmane et chrétienne à Casablanca, ville cosmopolite dans les années 1950. Il devient batteur-percussionniste dès le début des années 1960 dans plusieurs groupes de jazz, rock, ethnique et crée la première fusion des trois cultures qu'il dénommera Dakkajazz. Au Maroc, la Dakka est une musique d'origine berbère (Taroudante). 
Son premier groupe, Les Jaguar's (appelé aussi Les Albinos) avec leur tube La voix du Maghreb, est programmé le 14 juin 1962, en première partie du 1er concert de Johnny Hallyday aux Arènes de Casablanca. Il devint ensuite permanent au club Le village, fréquenté alors par toute la génération marocaine d'artistes et d'intellectuels des années 1960. Il découvrira l'Espagne et Marbella en 1962 où il jouera pendant les saisons d'été et commencera à écrire ses premiers titres
En 1967, il s'installe à Paris et fait ses premières rencontres avec la scène artistique parisienne.
En 1970, musicien du geste et du mouvement, il développe la choréorythmie et devient un compagnon de la danse. Le 33T 6/8 ensemble pour ses activités choréo-musicales devient une référence dans le domaine alors que commencent les recherches sur la musicothérapie. En France, en Espagne, en Belgique, en Allemagne et en Suisse, il coanime et dirige ses ateliers de choréo-rythme lors de master class qui regroupent les plus grands noms du jazz et de la danse contemporaine. Entre les expériences de happening et les enregistrements de musique free jazz, il participe à la création de plusieurs ballets et pièces de théâtre et dirige le plus souvent ses projets vers la jeunesse et l'action sociale.

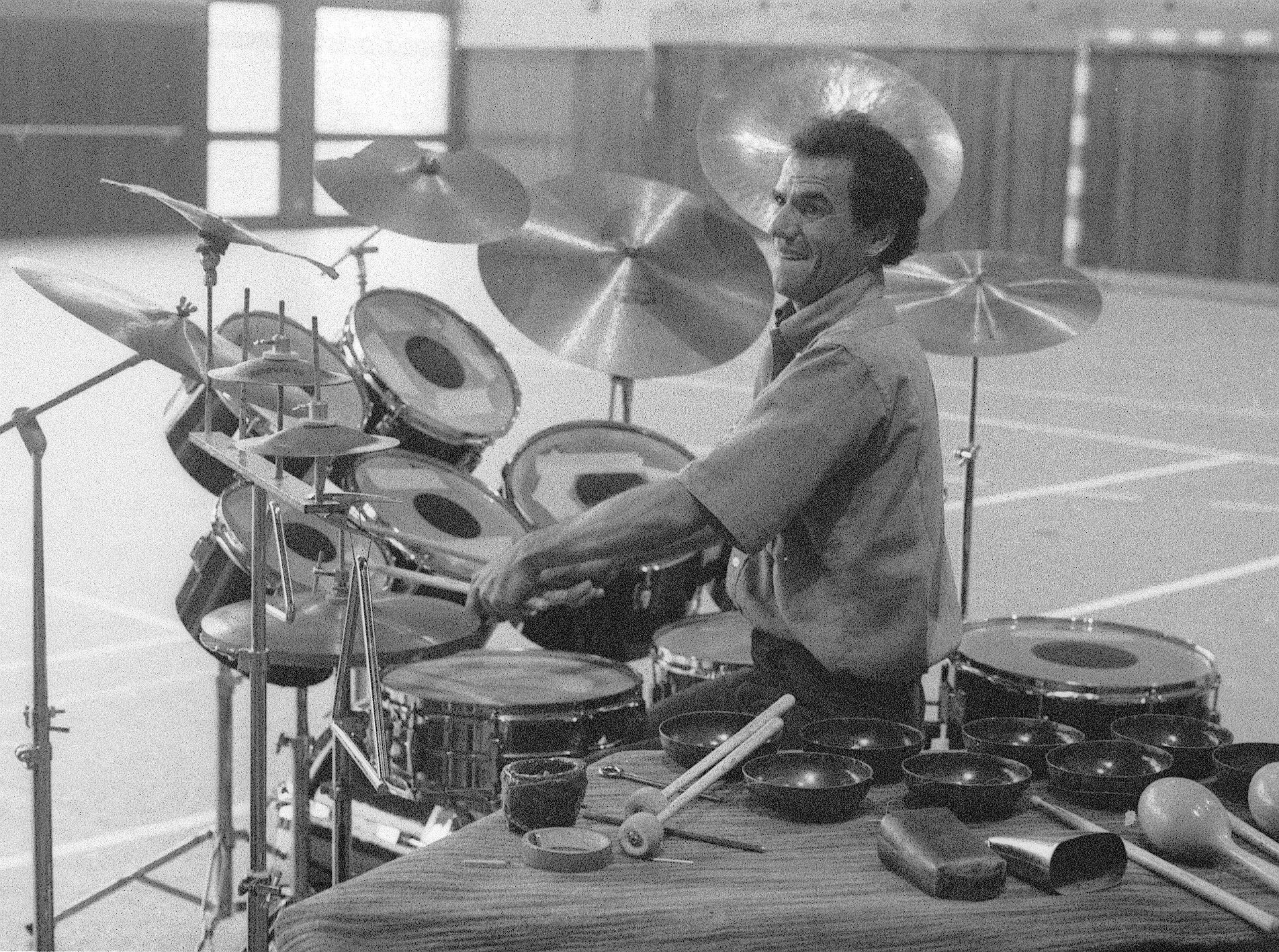
Armand LEMAL à Annecy vers 1980

Avec Abdeslam Michel Raji, chorésophe, qui fut son ami et disciple de 1975 à 1985, il développe sa formule et propage des idées neuves au sein des institutions publiques, écoles et maisons de quartier, focalisant sur l'éveil et la compréhension de l'usage des rythmes, du son et du corps.

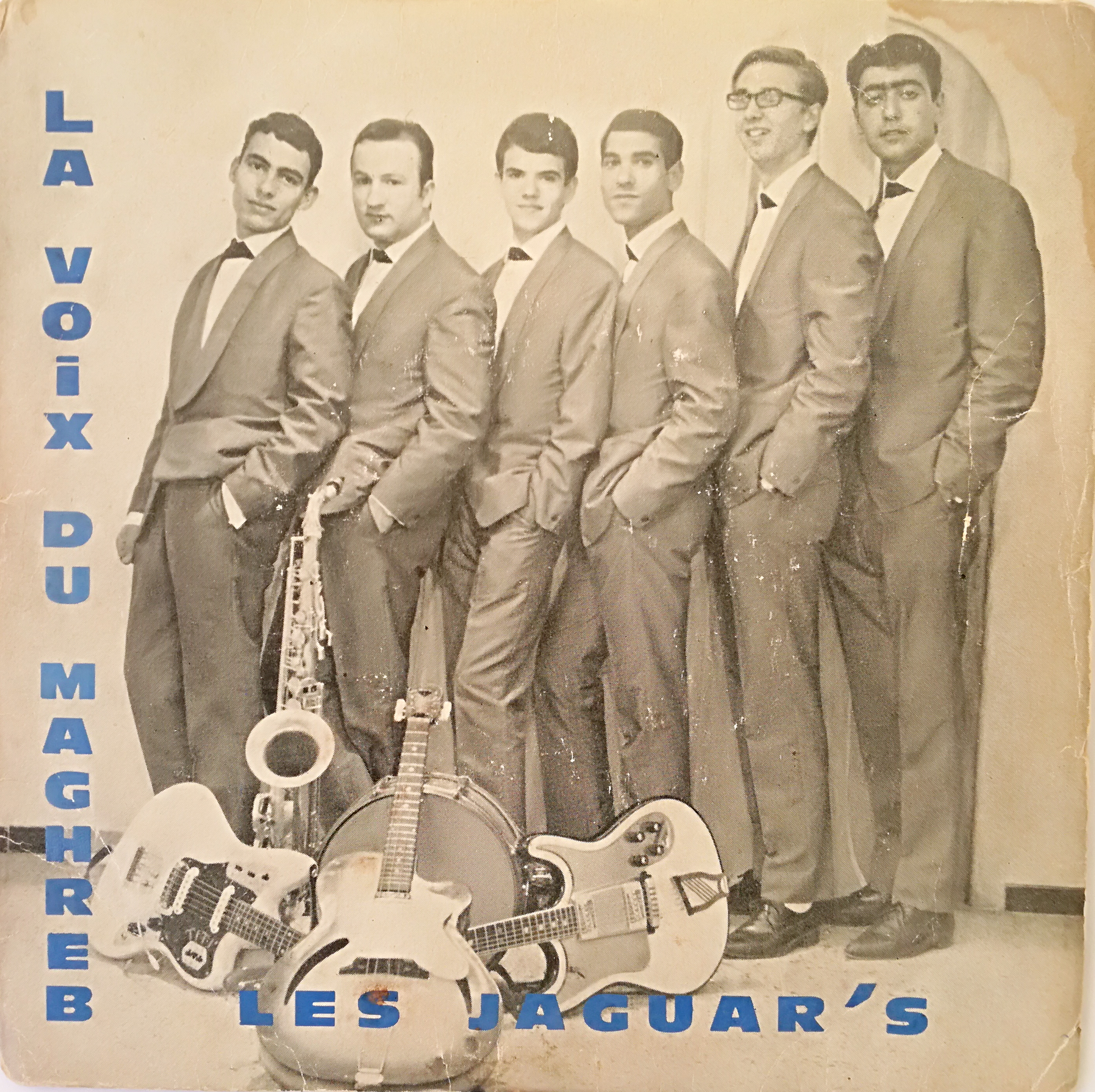
Premier disque de Armand Lemal

Il collabore, accompagne et compose pour de nombreux chorégraphes tels que Carolyn Carlson, Peter Goss, Merce Cunningham, Matt Mattox et côtoie et joue avec des musiciens de renom comme Bernard Lubat, Michel Portal, Jean Querlier, Didier Levallet, John Surman, Barre Phillips, Christian Escoudé, ou encore Jean-Charles Capon et bien d'autres encore. Cependant il ne se décidera pas malgré le conseil de Mino Cinelu à traverser l'Atlantique pour une aventure à New York.

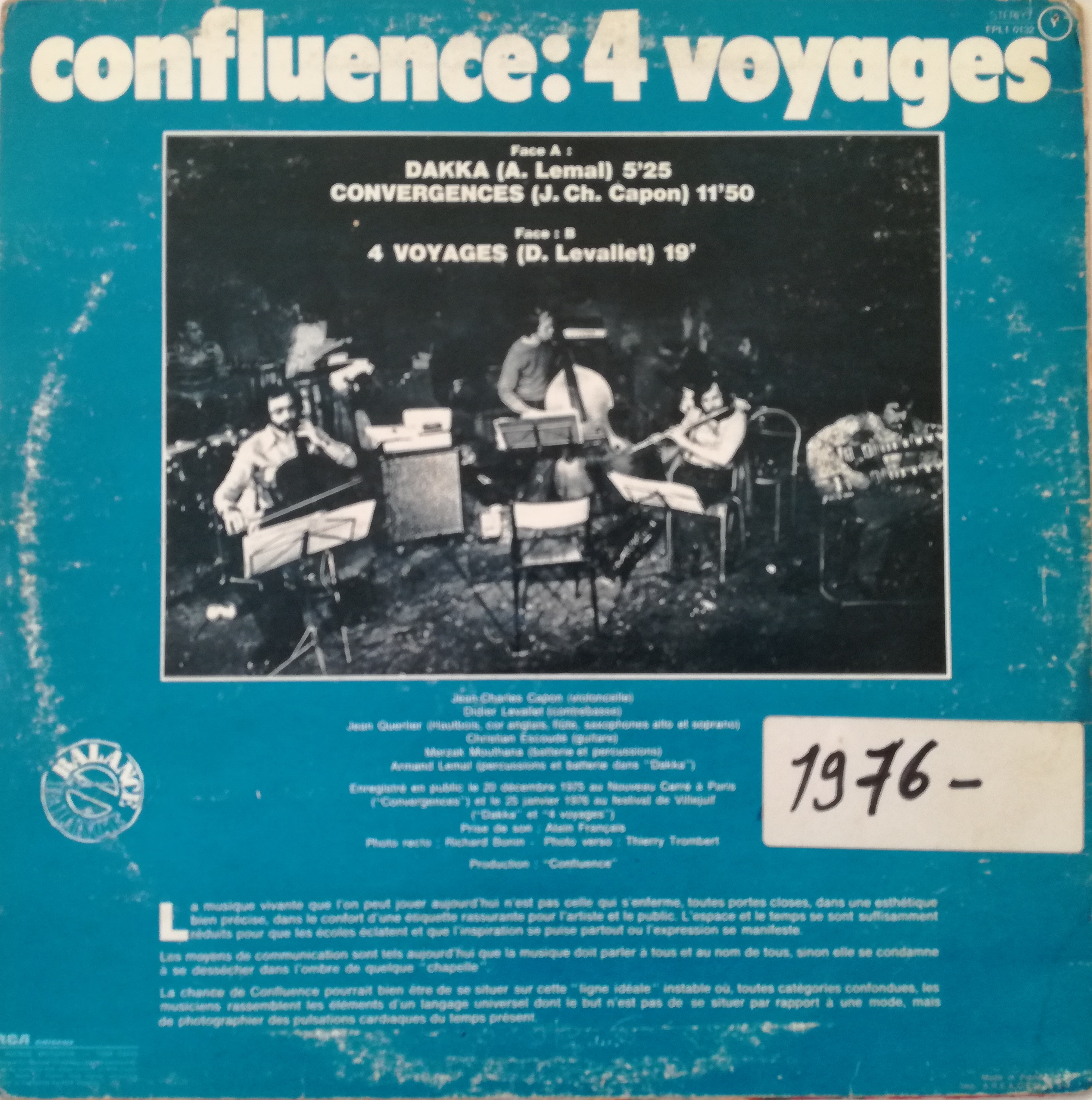
Disque confluence : 4 voyages RCA FPL1 0132

Il crée et participe à divers groupes tels que les Jaguars, 6/8 ensemble, Confluence, Clivage, New tone expérience, et ne cesse de chercher un art où musique et corps sont totalement imbriqués par le rythme.
En 1979, outre ses engagements artistiques, l'université Sorbonne-Paris IV l'appelle dans l'enseignement du rythme et de la danse avec sa méthode originale qu'il appelle la choréosophie (du grec χορεια). Avec Jean Claude Serres, fondateur, Jauk préside le 1er cursus Danse en France. Il y enseigne pendant près de douze ans et y diffuse les syncopes berbères et gnaouas en s'intéressant à l'usage du rythme par le geste, à l'intuition plus qu'à la métrique.

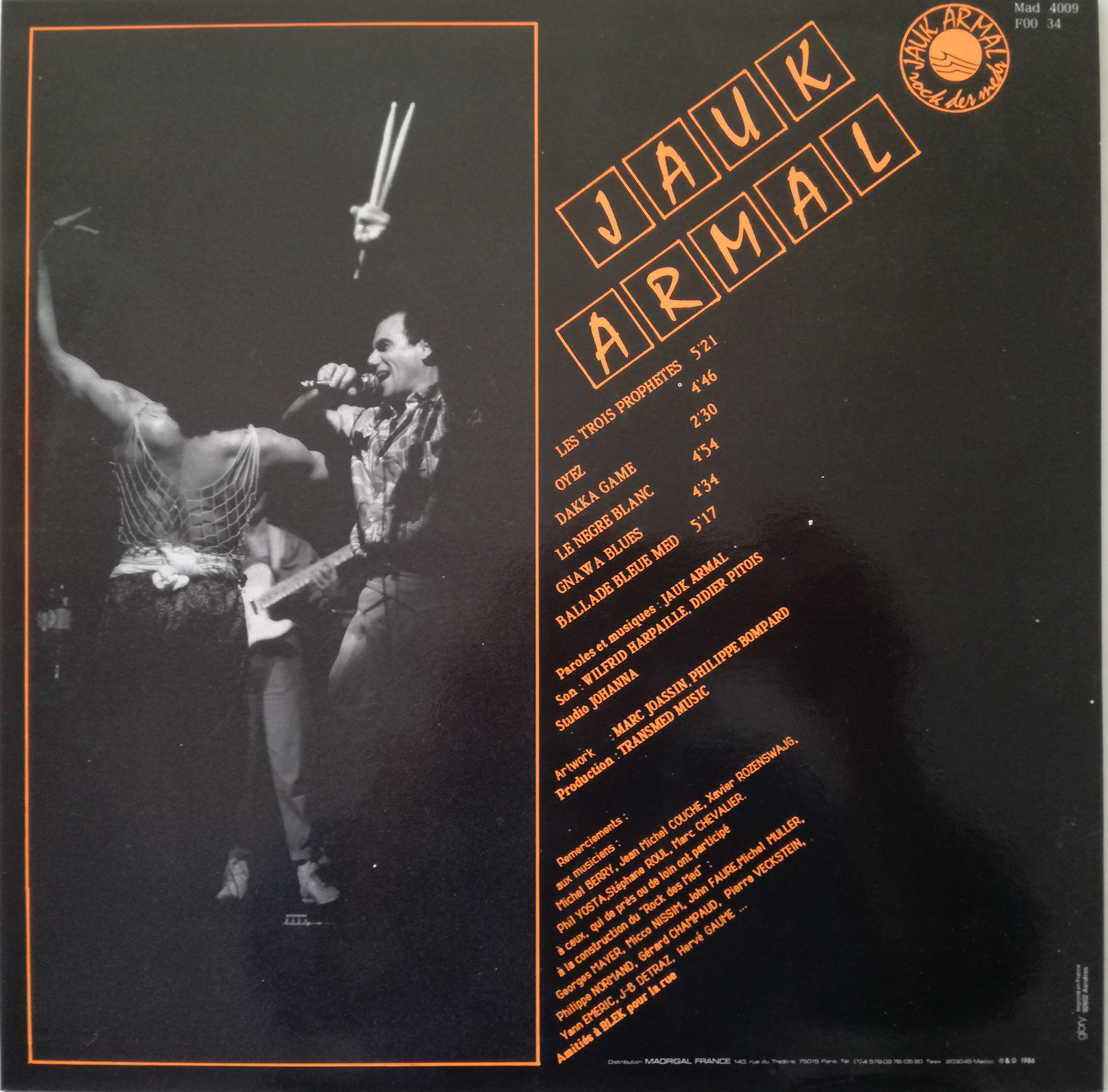
Disque Jauk Armal rock des med, 1986

Il coache le groupe des sœurs kabyles DjurDjura et joue avec elles jusqu'à l'Olympia. Il interprète ses chansons en darija, dialecte marocain, et monte l'Opéra-Dakka. Le Festival Printemps de Bourges 1983 le présente en première mondiale. Il est rejoué plusieurs fois au Maroc avec des titres comme Ahouach, Takssim, Les trois prophètes, Gnaoua Blues, Dakka, Dakka Game qui renvoient également à ses origines.
Surnommé le Gnaoui blanc par Larbi Essakali journaliste marocain, à cause de l'image qu'il reflète de sa culture africaine, il est devenu une figure importante de l'histoire de la musique. Son parcours et ses actions sont en faveur de la valorisation de la pluralité méditerranéenne.
Reconnu par ses pairs, Jauk milite avec la jeunesse marocaine pour le développement de la culture et des arts comme facteur de progrès social et levier économique. Après quelques cycles d'enseignement universitaire à la faculté de BeniM'Sick à Casablanca, il insuffle l'idée d'un tremplin des jeunes musiciens en 1999 à la salle de la FOL de Casablanca. Il accompagne de nombreux chanteurs et musiciens autour des évènements de la Friche Culturelle des anciens abattoirs de Casablanca de 2009 à 2015. Il se produit au Festival gnaoua et musiques du monde d'Essaouira en 2015 et sur la scène du Festival L'boulvard la même année. Plusieurs fois invité au Festival du Jazz Européen du Chellah en 2007, 2011 il en devient directeur artistique de l'édition 2016.
Doyen de la scène artistique marocaine des musiques actuelles, il continue son œuvre. En 2009, il inaugure musicalement la Fabrique culturelle des Anciens Abattoirs de Casablanca, où il avait commencé sa voie avec le vétérinaire Flore Artheney.

### Les O.S.N.I. Objets Sonores Non Identifiés
À l'âge de huit ans, Jauk découvre des objets sonores étranges, les grelots des chevaux des fiacres qui circulent encore à Casablanca. Le pas des chevaux, le trot ou le galop donnent des rythmes différents en phase aux sonnailles. À partir de là, il s'intéresse à tout ce qui bouge et sonne, du pot de fleurs en terre cuite, de la lessiveuse en zinc à l'envers au rythme des marteaux sur les tirefonds de fixation de toiture, à l'acoustique des locaux vides. Il arrivera à la conclusion : « sans le rythme, rien n'est possible ». Toute son existence, il essaie de découvrir dans toutes les rencontres le rythme, le corps et le son. Il créera à partir de bidons et d'effets Larsen de nouveaux instruments capables de rendre compte des bruits de la vie. Il invente et utilise tout corps sonore qu'il soit solide liquide ou gazeux. Un bidon métallique avec un liquide devant un haut parleur, et voilà les mugissements de la mer, le bruit d'une foule, le chant des baleines, des infrasons jusqu'aux ultrasons en passant par toute la bande sonore.
Simultanément, Jauk commence une intense période de création musicale. Batteur de jazz confirmé, curieux du lien musique et corps, la percussion et ses différents modes l'occupent et il fait le lien avec toutes les musiques locales du Maroc qui sont son background. Il crée alors le dakka Jazz, grâce à ses maîtres à penser le Dave Brubeck quartet.

## Prix et distinctions
En 1985, il est nommé parmi les 100 meilleurs percussionnistes mondiaux par la maison suisse Paiste[réf. nécessaire].

## Festivals et concerts
Printemps de Bourges 1983, Festival d'Angoulême, Festival du film de Rabat, Festival d'Assila, Festival l'Boulevard de Casablanca, Festival Gnaoua d'Essaouira, Jazz au Chellah, Off du Festival de jazz de Tanger, Off du festival Jazz'ablanca, la Corrida, Festival les Transculturelles, Concerts au Théâtre Mohammed 5 et Théâtre Mohammed 6, concerts au Centre Culturel du Maârif, le théâtre nomade.

## Albums et contributions
Plus de 200 titres de Jazz, musique de ballet, chanson, fusion, world music, free jazz, musique contemporaine, illustration sonore, musique de film...
- Jauk Armal - Jauk
- Le Gnaoui blanc - Jauk
- La voix du Maghreb - Les jaguars
- Arkham - Confluence
- Clivage - Clivage
- From Stambul to Damasco - Compilation de musique Orientale
- Les sessions du Pietri - Compilation
- Quartograph - (Contribution)
- Botbol 60 ans de carrière - Hommage
- Goa et Francky Bourlier - (Contribution)
- Fundamental Destiny  - Art ensemble of Chicago (Contribution)
- Newtone Experience - Rashbehari (Contribution)

### Livres
- Musiciens marocains : Aziz Sahmaoui, Armand Lemal, Abdelkrim Raƒ´s, Mohamed Ben Larbi Temsamani, Haj Houcine Toulali, Moulay Ahmed Loukili, General Books, 2010.
- Francis Bebey, Musique de l'Afrique, Horizons de France, 1969 illustrée. Collection: Expressions. in-4°. 207 pp. Préface de Pierre Albin Martel.
- James Collier, L'aventure du Jazz du swing à nos jours, Albin Michel, 1981, 2 vol. in-8, br., XVIII-294 et 290 pp., nombreuses photos in-t., discographie, bibliographie. - Vol. 1. Des origines au swing - Vol. 2. Du swing à nos jours.
- Paul Moreira, Rock Métis en France, Éditions Souffles 1987, 207 p.  (ISBN 2876580012)
- Ole J. Nielsen, Erik Raben, réd., Jazz Records, 1942-80: Cla-Da, Stainless/Wintermoon, 1993, p. 307.

### Revues
- Hadj Miliani, Banlieues entre rap et raï, In: Hommes et Migrations, no 1191, octobre 1995. Musiques des Afriques. Voix maghrébines et tempos blacks en Europe, sous la direction de Gerchamm et François Bensignor, p. 24-30.
- Philippe Dewitte, N'arrêtez pas la musique !, In: Hommes et Migrations, no 1191, octobre 1995. Musiques des Afriques. Voix maghrébines et tempos blacks en Europe, sous la direction de Gerchamm et François Bensignor, p. 3.
- Hadj Miliani, Musique des jeunes, culture d'intégration : le cas des chanteurs et musiciens (beurs) en France, Ethnologies, vol. 22, no 1, 2000, p. 221-248.
- Le Monde de la musique, no 19-29, Télérama, 1980, p. 65.
- Revue madeincity, no 71, avril 2009, Jauk Armal ou le créateur de Dakka, p. 14-15, no 72, juillet 2009, la ToF Attitude, p. 18-19.